# Nossa Senhora da Saúde em Primavalle (título cardinalício)
Nossa Senhora da Saúde em Primavalle (em latim, Sanctae Mariae Salutis in regione vulgo “Primavalle”) é um título cardinalício instituído em 29 de abril de 1969 pelo Papa Paulo VI.

## Titulares protetores
- George Bernard Flahiff, C.S.B. (1969-1989)
- Antonio Quarracino (1991-1998)
- Jean Marcel Honoré (2001-2013)
- Kelvin Edward Felix (2014-2024)
- Frank Leo (desde 2024)